# Friedrich Horst Müller
 Friedrich Horst Müller (* 1907 in Leipzig; † 1986 in Freiburg im Breisgau) war ein deutscher Chemiker.

## Leben und Werk
Müller studierte ab 1926 Mathematik, Physik, Geophysik und Astronomie an der Universität Leipzig. 1931 bis 1935 war er Assistent am Physikalischen Institut von Peter Debye, wo er 1933 promoviert wurde. Ab 1935 arbeitete er im Zentrallabor der Siemens & Halske AG in Berlin als wissenschaftlicher Mitarbeiter. 1939 kehrte er wieder als Assistent an das Physikalische Institut in Leipzig zurück wo 1941 die Habilitation in Polymerphysik erfolgte. Wie viele andere Wissenschaftler wurde Müller im Rahmen der Operation Paperclip im Mai 1945 nach Weilburg zwangsevakuiert. 1946 erfolgte die Umhabilitation für Physikalische Chemie an der Universität Marburg. Danach war er dort ab 1946 zunächst Privatdozent, ab 1950 außerplanmäßiger Professor und übernahm von 1951 bis 1953 die kommissarische Vertretung des Lehrstuhls für Physikalische Chemie. Ab 1948 bis 1960 betrieb er den Aufbau eines Labors für Polymere. Ab 1959 war er zunächst außerordentlicher Professor und ab 1960 dann der erste Direktor des neu gegründeten Marburger Instituts für Polymere. 1967 wurde er ordentlicher Professor für Polymere eine Position, die er bis zu seiner Emeritierung 1975 innehielt.
Sein wissenschaftliches Werk umfasst die dielektrischen und mechanischen Eigenschaften von Polymeren. Er war Herausgeber der Kolloid-Zeitschrift. Mit Hansjürgen Saechtling veröffentlichte er 1959 den Unterrichtsfilm Kunststoffe.

## Auszeichnungen
- 1963 Wolfgang-Ostwald-Preis der Kolloid-Gesellschaft[1]